# كاساس دي راينا
بلدية كأساس دي راينا (بالإسبانية: Casas de Reina)‏, هي إحدى بلديات مقاطعة بطليوس, التي تقع في منطقة إكستريمادورا, والتي تقع في غرب إسبانيا.
يبلغ عدد سكانها 228 نسمة وفقاً لإحصائية سنة (2002).